# Reboulia
Reboulia là một chi rêu trong họ Aytoniaceae.